# Maratus chrysomelas
Lycidas chrysomelas là một loài nhện trong họ Salticidae.
Loài này thuộc chi Lycidas. Lycidas chrysomelas được Eugène Simon miêu tả năm 1909.